# Гуцу Іван Тимофійович
Іван Тимофійович Гуцу (7 січня 1943, село Єгорень, тепер Сороцького району, Молдова — ?) — молдавський радянський державний і комуністичний діяч, секретар та 2-й секретар ЦК КП Молдавії, 1-й секретар ЦК ЛКСМ Молдавії, голова Кишинівського міськвиконкому. Депутат Верховної Ради Молдавської РСР 9—11-го скликань. Депутат парламенту Республіки Молдова. Член ЦК КПРС у 1990—1991 роках. Кандидат філософських наук.

## Життєпис
Народився в селянській родині. У 1965 році закінчив Кишинівський політехнічний інститут імені Сергія Лазо.
У 1965 році — майстер Котовського будівельного управління Кишинівського тресту «Сільбуд» Молдавської РСР.
З 1965 по 1966 рік служив у Радянській армії.
Член КПРС з 1966 року.
З 1966 року — майстер Котовського будівельного управління Кишинівського тресту «Сільбуд» Молдавської РСР.
У 1967—1971 роках — 2-й секретар, 1-й секретар Котовського районного комітету ЛКСМ Молдавії.
У 1971—1973 роках — інструктор, відповідальний організатор відділу комсомольських органів ЦК ВЛКСМ у Москві.
У 1973—1974 роках — секретар ЦК ЛКСМ Молдавії.
У 1974—1980 роках — 1-й секретар ЦК ЛКСМ Молдавії.
У 1980—1982 роках — 1-й секретар Октябрського районного комітету КП Молдавії міста Кишинева.
У 1982 році закінчив Академію суспільних наук при ЦК КПРС у Москві.
У 1982—1987 роках — завідувач відділу промисловості ЦК КП Молдавії.
У 1987 — травні 1989 року — голова виконавчого комітету Кишинівської міської ради народних депутатів.
11 травня 1989 — 19 травня 1990 року — секретар ЦК КП Молдавії.
19 травня 1990 — серпень 1991 року — 2-й секретар ЦК КП Молдавії.
5 квітня 1994 — 25 січня 1997 року — віцепрем'єр-міністр уряду Республіки Молдова.
25 січня 1997 — 21 травня 1998 року — 1-й віцепрем'єр-міністр уряду Республіки Молдова — міністр економіки та реформ Республіки Молдова.
З 1997 року — депутат парламенту Республіки Молдова, голова Партії соціальної демократії Республіки Молдова «Фурніка».
21 грудня 1999 — 22 листопада 2000 року — міністр науки та освіти Республіки Молдова.
З 2005 по 2009 рік — депутат парламенту Республіки Молдова за списками партії Демократичний виборчий блок Молдови.
Потім — на пенсії.

## Нагороди
- Орден Республіки (2012)
- ордени
- медалі